# 비키와 조니
《비키와 조니》는 대한민국과 에스파냐의 텔레비전 애니메이션으로, 대한민국의 투바 엔터테인먼트, 에스파냐의 BRB Internacional, Screen 21, Televisió de Catalunya가 제작에 참여하였다. 대한민국을 포함한 일부 아시아 지역에서는 《비키와 조니》(Vicky & Johnny)라는 제목으로, 이 외의 지역에서는 BRB Internacional이 Angus & Cheryl(→앵거스와 체릴)이라는 제목으로 배급한다.
대한민국에서는 EBS에서 방송하였다.

## 등장 인물
- 비키: 이 작의 주인공.말괄량이지만 씩씩한 성격.
- 조니: 비키와의 라이벌.덤벙대고 실수를 잘하지만 의리가 있다.
- 믹키:야구소년. 씩씩하고 운동에 능하다.
- 우바:축구소년.순진하고 낙천적인 성격이다.
- 슈가:예쁘고 귀여운 소녀.예쁜 것을 좋아한다.예의바르고 순수한 성격이다.
- 루카:마임을 좋아하는 소녀.마임,그림그리기가 특기이다.침착하고 꼼꼼한 성격이다.
- 코리:음악을 좋아하는 소녀.음악을 듣는 것이 취미이다.예쁘고 귀여운 것을 좋아한다.
- 로즈마리:어려 보이지만 귀엽고 조숙한 성격이다.
- 리치:부잣집 외아들. 부유하고 싹싹한 성격이다.
- 포코:비키네 애완견.명랑하고 쾌활하다.
- 롤리폴리:만능 아저씨. 유일하게 오뚝이이다.언제나 무뚝뚝한 표정이다.